# آنتونی مایر
آنتونی مایر (انگلیسی: Anthony Meyer؛ زادهٔ ۲۴ ژوئیهٔ ۱۹۴۷) بازیگر اهل بریتانیا است.
از فیلم‌ها یا برنامه‌های تلویزیونی که وی در آن نقش داشته‌است، می‌توان به اختاپوسی، قرارداد نقشه‌کش و زهر اشاره کرد.